# August Wilhelm Hartmann
August Wilhelm Hartmann (6. november 1775 – 15. november 1850) var en dansk musiker og organist. Som søn af Johann Hartmann, far til J.P.E. Hartmann og bror til Johan Ernst Hartmann og Ludvig August Hartmann var han anden generation i den Danske musikalske Hartmannslægt.
Fra 1796-1817 var han violinist i Det Kongelige Kapel, men måtte opgive sin stilling på grund dårlig hørelse. I årene 1808-1824 var han organist, kantor og klokker ved Garnisons Kirke i København, embeder, som han arvede fra sin svigerfar, Peter Andreas Wittendorf. Senere fik han lov til at lade organistembedet gå videre til sin søn J.P.E. Hartmann.
Til A.W. Hartmanns begravelse skrev H.C. Andersen et sørgedigt, Toner, som Du engang hørte, som J.P.E. Hartmann satte melodi til. Til selve lejligheden skrev J.P.E. Hartmann motetten Quando corpus morietur. H.C. Andersen har skrevet en portræt af August Wilhelm Hartmann og hans kone i eventyret om Den gamle gravsten.

## Musik
- Trois Thèmes variés pour Pianoforte (udg. 1815)
- Klaversonate i c-mol (ca. 1814-1815)